# Calendario egipcio

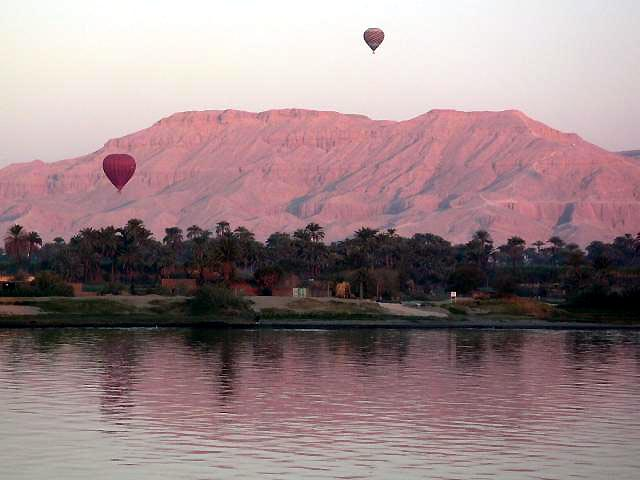
El río Nilo a su paso por Luxor. Poco más allá de sus orillas, el desierto. Ese contraste tan radical en apenas distancia marcó la civilización egipcia, y la estacionalidad del caudal del río nos legó el calendario solar.

El calendario egipcio surge a principios del tercer milenio antes de Cristo y es el primer calendario solar conocido de la Historia. Estaba en pleno uso en tiempos de Shepseskaf, el faraón de la dinastía IV. En los textos de las Pirámides se mencionan los 365 días del año civil egipcio. Estaba dividido en 12 meses de 30 días cada uno, organizados en tres periodos de 10 días. Al final del último mes de cada año se añadían los cinco días (epagómenos) que faltaban para completar el año solar, dedicados a varios dioses egipcios.

Los egipcios fueron los primeros de todos los hombres que descubrieron el año, y decían que esto lo hallaron a partir de los astros.
Heródoto Historias II-4

Como el calendario civil egipcio no contó con el cuarto de día que tiene en exceso el año solar astronómico, cada cuatro años perdía un día, por lo que se convirtió en un "calendario errante", donde los acontecimientos "periódicos astronómicamente fijos" vagaban por los meses del calendario. La reforma de Canopus trató de solucionar este hecho, pero la oposición del clero de las diferentes regiones hizo fracasar dicha reforma.

## Introducción
Desde los albores del Imperio los sacerdotes egipcios registraban cuidadosamente el nivel de las aguas, que medían con los nilómetros. El momento de la siembra y de la cosecha dependían de ello, y tras años de observaciones descubrieron que cada 365 días el ciclo se repetía.
En palabras de Heródoto: Egipto era un don del Nilo. Este comentario no es una imagen literaria, sino una realidad. Las crecidas anuales del río causadas por el monzón africano inundaban los campos, cubriendo las arenas del desierto de limo fértil. El Nilo Azul llevaba las ingentes cantidades de agua descargada en la meseta de Etiopía en primavera hacia el norte hasta desembocar en el Mediterráneo. Y esto año tras año. Las variaciones periódicas del caudal del Nilo eran determinantes en la vida de Egipto y posibilitaron la existencia de esta deslumbrante civilización.

## Calendarios
En Egipto se utilizaron varios calendarios: el lunar, el solar (civil) y, posiblemente, un tercer calendario lunar secundario para calcular con precisión efemérides. 
Los sacerdotes astrónomos egipcios descubrieron que los calendarios lunares no eran prácticos para predecir el inicio de las crecidas del Nilo, calcular las estaciones y contar amplios períodos y, comparándolos con una medición referida al movimiento aparente del Sol y los astros, prefirieron utilizar el calendario solar para usos civiles, por primera vez en la historia.
Los egipcios pueden haber usado un calendario lunar con anterioridad, pero cuando descubrieron la discrepancia entre el calendario lunar y el paso regular de las estaciones, cambiaron a un calendario estacional y basaron su inicio regular en cada inundación anual del Nilo. La primera inundación según el calendario se observó en la primera capital de Egipto, Menfis, al mismo tiempo que el orto helíaco de la estrella Sotis (Sirio). El año egipcio se dividió en las tres estaciones de carácter agrícola:
Inundación (finales del verano y otoño) | SA · x · t | N5 | ȝḫt Akit,
Siembra (invierno y principio de la primavera) | pr · r | t · ra | prt Perit,
Recolección (finales de la primavera y principio de verano) | S | N35B | ra | šmw Chemu.
El orto helíaco de Sotis sucedía en el mismo día en el calendario civil egipcio una vez cada 1460 años (el período de esta duración se llamó ciclo sotíaco). La diferencia entre un año estacional (año solar) y el año civil era por lo tanto de 365 días cada 1460 años o, lo que es lo mismo, 1 día cada 4 años. Del mismo modo, los egipcios pudieron calcular que 309 meses lunares (lunaciones) casi igualaban a 9125 días, equivalentes a 25 años egipcios. Estos cálculos probablemente se usaron en la construcción del calendario lunar secundario.
Durante la mayor parte de la historia egipcia, los meses no tuvieron nombres individuales, sino que se numeraron dentro de cada una de las tres estaciones agrícolas. A partir del Imperio Medio, sin embargo, cada mes tenía su nombre propio. Estos nombres finalmente evolucionaron en los nombres de los meses en el Imperio Nuevo que, por su parte, dieron ocasión a los nombres helenizados que se usaron en la cronología de Claudio Ptolomeo en su Almagesto y por otros astrónomos de la antigüedad. Los astrónomos en la Edad Media usaron el calendario egipcio debido a su regularidad matemática y a la autoridad científica de Ptolomeo. Copérnico, por ejemplo, construyó sus tablas para el movimiento de los planetas basándose en la medición del tiempo con el año egipcio. 
La convención entre egiptólogos modernos es numerar los meses consecutivamente usando números romanos.

## Nombre de los meses
El calendario civil egipcio tenía tres estaciones de cuatro meses de treinta días, más cinco días epagómenos. Sólo a partir del Imperio Nuevo tuvieron su propio nombre los meses del calendario civil. El nombre de los meses sufrió variaciones a lo largo del tiempo, así como la fecha exacta del inicio del año. La denominación que recibe cada uno de los doce meses se corresponde a la época del Imperio Nuevo.
Con la introducción del "Calendario alejandrino" por César Augusto en 26-25 a. C., se incluyó definitivamente el sexto de los días epagómenos por primera vez el año 22 a. C. La adopción de esta medida casi detuvo el corrimiento del primer día del año, el 1 de Thoth, con respecto a las estaciones del año, dejándolo en el 29 de agosto del calendario juliano excepto en el año juliano anterior al bisiesto, cuando el sexto día epagómeno del año ocupaba el día 29 de agosto juliano, desplazando el primero de Thoth al 30 de agosto.
| N11 · Z1 | M8 · Aa1 · X1 |

| N11 · Z1 | M8 · Aa1 · X1 |

| N11 · Z1 · Z1 | M8 · Aa1 · X1 |

| N11 · Z1 · Z1 | M8 · Aa1 · X1 |

| N11 · Z1 · Z1 · Z1 | M8 · Aa1 · X1 |

| N11 · Z1 · Z1 · Z1 | M8 · Aa1 · X1 |

| N11 · Z1 · Z1 · Z1 · Z1 | M8 · Aa1 · X1 |

| N11 · Z1 · Z1 · Z1 · Z1 | M8 · Aa1 · X1 |

| N11 · Z1 | O1 · D21 | X1 · N5 |

| N11 · Z1 | O1 · D21 | X1 · N5 |

| N11 · Z1 · Z1 | O1 · D21 | X1 · N5 |

| N11 · Z1 · Z1 | O1 · D21 | X1 · N5 |

| N11 · Z1 · Z1 · Z1 | O1 · D21 | X1 · N5 |

| N11 · Z1 · Z1 · Z1 | O1 · D21 | X1 · N5 |

| N11 · Z1 · Z1 · Z1 · Z1 | O1 · D21 | X1 · N5 |

| N11 · Z1 · Z1 · Z1 · Z1 | O1 · D21 | X1 · N5 |

| N11 · Z1 | N37 · N35B | N5 |

| N11 · Z1 | N37 · N35B | N5 |

| N11 · Z1 · Z1 | N37 · N35B | N5 |

| N11 · Z1 · Z1 | N37 · N35B | N5 |

| N11 · Z1 · Z1 · Z1 | N37 · N35B | N5 |

| N11 · Z1 · Z1 · Z1 | N37 · N35B | N5 |

| N11 · Z1 · Z1 · Z1 · Z1 | N37 · N35B | N5 |

| N11 · Z1 · Z1 · Z1 · Z1 | N37 · N35B | N5 |

- Más cinco días Heru-Renpet («los que están por encima del año», o días epagómenos), del día 24 al 28 de agosto. También se conocían como Mesut-Necheru («del nacimiento de los dioses»), pues se festejaba en ellos el nacimiento de cinco deidades egipcias: Osiris, Horus, Seth, Isis y Neftis. Posteriormente, en idioma copto, se denominaron Piabot Nkoyxi («el pequeño mes»).

## El inicio del calendario egipcio
El desfase entre el calendario civil y el año trópico ha sido precisamente la base para determinar el momento en que se adoptó el calendario civil, tomando como premisa que su inicio tuvo que hacerse en un año en que el primer día del año coincidiera con la inundación. Al tratarse de un año de 365 días, el desfase es de ¼ cada día y, por tanto, la coincidencia entre el año civil y el orto helíaco de Sirio se daría cada 1460 años (esto es, 365 por 4, lo que se conoce como ciclo sotíaco). Dado que sabemos por Censorino, escritor latino del siglo III, que el I Akhet 1 coincidió con la salida de esta estrella en 139 d. C., restando consecutivamente 1460 años podemos saber que este hecho tuvo lugar también en 1322 a. C., en 2782 a. C. y en 4242 a. C. La mayor parte de los autores consideran más probable una fecha cercana al 2800 a. C., aunque una tablilla encontrada por Petrie del reinado de Djer (c.a. 3000 a. C. podría indicar que ya se conocía por entonces la coincidencia entre la salida de la estrella y la inundación. En esta tablilla puede verse a la diosa Sedepet como una vaca con una planta entre los cuernos, que representaría al año. La mayoría de los autores piensan que la fecha de 4242 a. C. es inaceptable y se sabe con seguridad que el sistema de días epagómenos ya estaba en uso antes de la IV dinastía, lo que invita de nuevo a pensar en una fecha cercana a 2800 a. C.
Otra vía para determinar este inicio, haciendo de nuevo la misma suposición de partida, es acudir a los registros documentales astronómicos. Sabemos por los registros que el año 9 de Amenhotep I el retraso era de 308 días (Papiro Ebers) y que en el 7 de Sesostris III era de 225 días, lo que nos lleva a que el calendario debía llevar en uso 1.232 y 900 años respectivamente (multiplicando el retraso por 4). Sabiendo que los reinados de ambos monarcas comenzaron en 1558 a. C. y 1888 a. C., se obtiene de nuevo una fecha que ronda la de 2800 a. C. 
Este cálculo se lo debemos a Teón de Alejandría, que lo hizo en el siglo IV a. C., y es el que se usa aún hoy en día. En realidad, es bastante inexacto. Por una parte, debido a la precesión de los equinoccios el año sotíaco es ligeramente mayor que el año trópico y ronda los 365,256 días, por lo que se adelanta en un día cada 129 años. Por otra parte, el año trópico mide algo menos de 365 ¼ días; es decir, para que coincidan el año civil y el trópico han de pasar en realidad 1507 años, pero en ese momento el orto helíaco de Sirio ya se habría adelantado casi 12 días. Aun así, la fecha de inicio del tercer milenio parece hasta el momento la más probable dado el registro documental. Aunque forma parte de la tradición, los egipcios atribuían a Imhotep, ministro de Djóser, la invención del calendario, lo que de nuevo nos situaría a principios del tercer milenio. Queda como duda la interpretación de una tablilla hallada por Petrie de tiempos del faraón Djer (c. 3000 a. C.), que podría indicar que ya entonces se conocía la correspondencia entre el orto helíaco de Sirio y la inundación anual; y el petroglifo encontrado en Hieracómpolis por Radwan y Mills, que podría haberse utilizado para calibrar un año astronómico.

## Inicio de cada año

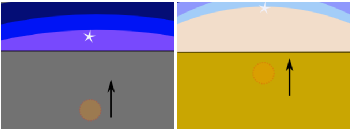
El orto helíaco de Sirio. Mediada la primavera Sirio reaparecía centelleando poco antes del amanecer en dirección Este (izquierda). El Sol, bajo el horizonte, y la estrella, rasante. A medida que el Sol se eleva y se aproxima el amanecer su luz va extinguiendo la de Sirio, que rápidamente desaparece (derecha). Este fenómeno tuvo en el Antiguo Egipto una trascendencia religiosa y astronómica de primera magnitud, de la que aún hoy somos herederos.

Inicialmente el orto helíaco de Sirio coincidía con el solsticio de verano y el comienzo de las inundaciones. Sirio refulgiendo fugazmente, antes del amanecer, precediendo la salida del Sol y el río desbordándose, devolviendo la vida a la tierra reseca, tenían que ser una manifestación de influencia divina imposible de obviar en una civilización como la egipcia.

## Duración del año
La primera consecuencia fue que el año egipcio comenzara ese día pero, además, de las observaciones de la estrella llegaron a un nuevo descubrimiento: cada cuatro años la salida de Sirio se retrasaba un día, lo que implicaba que el año era de 365,25 días. Ese cuarto de día adicional no se tuvo en cuenta para usos civiles, sin que se conozca el motivo; quedó reservado para la élite religiosa y política, hasta la Reforma de Canopus, de manera que el calendario atrasaba un día cada cuatro años; al cabo de 1460 años había atrasado un año completo respecto a las estaciones, y se iniciaba un nuevo ciclo, el ciclo sotíaco.

## Reforma de Canopus
Los astrónomos egipcios sabían que el año duraba 365 días, pero no consideraron que duraba unas horas adicionales que no completaban un día. Al no contadarse estas horas, se acumularon y el calendario civil egipcio se desplazaba días hacia atrás con respecto del calendario astronómico. A este desplazamiento se le llama desfase de tiempo. Una consecuencia de ese desfase fue que las fiestas de una estación se celebraban en otra distinta; así, las de verano se celebraban en invierno cada 730 años. Otra consecuencia era que la celebración del orto heliaco de Sirio ocurría un día diferente cada cuatro años.
En el año 238 a. C. se reunieron en Canopus, en el templo de los dioses Evergetas, los jefes de los sacerdotes-sabios, llamados hierográmatas "letrados sagrados", y otros líderes religiosos del antiguo Egipto para reformar el calendario. El objetivo de esta reforma era encontrar la manera para que la fecha 1 Thot coincidiera con el día del amanecer heliaco de Sirio y que el planeta Venus, asociado a Isis, la diosa cuyo día se celebraba al principio del año civil, mantuviera su posición. 

De acuerdo con sus investigaciones, concluyeron que un año duraba 365 días y 6 horas adicionales. La solución al desfase fue simple: cada cuatro años se añadiría un día más, después de los epagómenos, y ese cuarto año tendría 366 días. El día adicional se consagró a los Evergetas. Pero recelos entre los sacerdotes de las diferentes regiones hicieron fracasar la reforma.

## Datación de las fechas
Los egipcios, para describir las fechas, empleaban normalmente el siguiente criterio: 
- los años se solían contar desde la llegada al trono del faraón reinante;
- escribían el símbolo correspondiente al año, el mes, la estación y el día, acompañados del número cardinal, en ese orden;
- y añadían los epítetos y títulos del faraón reinante.

|  |

|  |

|  |

|  |

|  |

|  |

|  |

|  |

|  |

|  |

|  |

|  |

|  |

|  |

|  |

|  |

|             |    |    |
| \| \| \| \| |    |    |
|             |    |    |
| N5          | Y5 | L1 |

| N5 | Y5 | L1 |

|             |    |    |
| \| \| \| \| |    |    |
|             |    |    |
| N5          | Y5 | L1 |

| N5 | Y5 | L1 |

|             |    |    |
| \| \| \| \| |    |    |
|             |    |    |
| N5          | Y5 | L1 |

| N5 | Y5 | L1 |

|             |    |    |
| \| \| \| \| |    |    |
|             |    |    |
| N5          | Y5 | L1 |

| N5 | Y5 | L1 |

También podían fechar haciendo referencia a relevantes acontecimientos, tales como el festival de Amón en Karnak.